# Satine Phoenix
Satine Phoenix (Olongapo, 22 maggio 1980) è un'ex attrice pornografica e modella statunitense.

## Biografia
Figlia di padre siculo-americano e madre filippina, iniziò a lavorare nel cinema pornografico nel 2006. Modella fetish e fumettista, fu fotografata dal fotografo statunitense Chad Michael Ward nel 2008; inoltre il pittore svedese Karl Backman dipinse alcuni ritratti dell'attrice nel 2012.
Phoenix ha partecipato a progetti che coinvolgono il suo interesse nel gioco e nell'abbigliamento fetish, interpretando personaggi da diversi campagne di Dungeons & Dragons e come modella in latex e cuoio. Tra i progetti a cui ha partecipato ci sono Pen, Paper & Laser Guns  e il suo ruolo nello sviluppo nella web serie dedicata al gioco I Hit It With My Axe, che era distribuita dalla rivista online The Escapist Nel 2013, è comparsa nel film breve Minotaur di Javier Grillo-Marxuach.
Phoenix ha sia partecipato, che presentato diversi episodi su Geek & Sundry. Compare nella terza e quarta stagione della serie TableTop con Wil Wheaton. Nell'aprile 2017 ha iniziato a presentare la seconda stagione di Game Master Tips (GM Tips), una serie YouTube dedicata a game master di Dungeons & Dragons e altri giochi di ruolo. La seconda stagione di GM Tips espanse il formato originale con interviste a giocatori influenti e terminò con un'intervista al presentatore della prima stagione Matthew Mercer nel dicembre 2017.

## Riconoscimenti
- 2007 Adultcon Award nominee – Best Actress in an Intercourse Performance[14]
- 2008 Sexopolis Award – Best Sex Kitten[15]
- 2010 Bondage Awards nominee – Best Comic Artist[2]

## Filmografia
- Abominable Black Man 3 (2006)
- Big Black Beef Stretches Little Pink Meat 5 (2006)
- Bondage Squirters 2 (2006)
- Disturbed 5 (2006)
- Graigslist (2006)
- Hardcore Training 6 (2006)
- I Can't Believe I Took The Whole Thing 10 (2006)
- Lesbian Psychotherapists 1 (2006)
- Lesbians Bound And Fucked (2006)
- Madison Young's Bondage Boob Tube (2006)
- More Dirty Debutantes 363 (2006)
- My Hot Wife Is Fucking Blackzilla 7 (2006)
- Punished Pussy (2006)
- Pussy Foot'n 17 (2006)
- Satine's Surrender (2006)
- Who Needs a Soul Mate, Give Me a Hole Mate (2006)
- Asia 18 3 (2007)
- Ball Honeys 9 (2007)
- Booty I Like 4 (2007)
- Bound To Cum (II) (2007)
- Cum Scene Investigation 2 (2007)
- Finger Licking Good 4 (2007)
- Four Finger Club 23 (2007)
- Girls in White 2007 1 (2007)
- Girls in White 2007 2 (2007)
- Hot Sauce 3 (2007)
- I Love 'em Natural 4 (2007)
- Man's Ruin (2007)
- Mature Thunder Buns 1 (2007)
- MILF Seeker 13 (2007)
- My Girlfriend Squirts 4 (2007)
- My Wife Went Black (2007)
- Naughty Flipside 1: Sasha Grey (2007)
- Nice Fucking View 2 (2007)
- Orgy Sex Parties 3 (2007)
- Porn Star Tickle Play (2007)
- Pure 18 1 (II) (2007)
- Pussy Cats 1 (2007)
- Satine Experience (2007)
- Screw My Wife Please 3D (2007)
- Whack Jobs 1 (2007)
- Woman Of The Year (2007)
- Women Seeking Women 31 (2007)
- Women Seeking Women 35 (2007)
- Angel (2008)
- Bangin the Girl Next Door 4 (2008)
- Beast Is Back 3 (2008)
- Bitchcraft 3 (2008)
- Bound To Cum 2 (2008)
- Boundaries 5 (2008)
- Bullets and Burlesque (2008)
- Dream Come True (2008)
- Fuck Slaves 4 (2008)
- Hey Boys I'm Legal 4 (2008)
- Keep It Right There 2 (2008)
- Lesbian Adventures of Satine Phoenix (2008)
- Lesbian Beauties 3: Asian Beauties (2008)
- Lesbian Noir 1 (2008)
- My Neighbor's Sex Tapes 3 (2008)
- Orgy Sex Parties 4 (2008)
- Pissing.com: Featuring Satine Phoenix And Selina (2008)
- Shane Diesel Does Them All 5 (2008)
- Shiny Sluts (2008)
- Superwhores 12 (2008)
- Sweet Capitulations (2008)
- Team Squirt 7 (2008)
- Timeshare (2008)
- Woman to Woman 3 (2008)
- Women Seeking Women 45 (2008)
- Arab Street Hookers 6 (2009)
- Big Dick Mandingo Lil Freaks 5 (2009)
- Bitchcraft 6 (2009)
- Booty I Like 5 (2009)
- College Wild Parties 13 (2009)
- Face Invaders 4 (2009)
- Frisk Me (2009)
- Jet Fuel 2 (2009)
- Lesbian Adventures: Lingerie Dreams (2009)
- Lesbian Babysitters 1 (2009)
- Lesbian Chronicles 3 (2009)
- Lesbian Daydreams 3 (2009)
- Lesbian Halfway House (2009)
- My Little Minx (2009)
- Office Seductions 1 (2009)
- Orgy Sex Parties 7 (2009)
- Rough Sex 1 (2009)
- Scarlet Manor (2009)
- Taboo: Decadence (2009)
- Too Big for Your Mouth (2009)
- Alone With The Enemy (2010)
- Blown Away 3 (2010)
- College Wild Parties 17 (2010)
- Forced Bi Extravaganza (2010)
- Forced Bi, Inc. (2010)
- Fox Holes 2 (2010)
- Gimme a Fucking Spring Break 2 (2010)
- Gimme a Fucking Spring Break 4 (2010)
- Love Triangle (2010)
- Sex Slaves (2010)
- This Ain't Bad Girls Club XXX (2010)
- Tombois (2010)
- Tristan Taormino's Expert Guide to Advanced Fellatio (2010)
- Two Big Black and on the Attack 3 (2010)
- Anastasia Pierce Is All Tied Up (2011)
- Classic Shoot: The First Supper (2011)
- Dirty Politics (2011)
- Freaks of Cock 8 (2011)
- Nothing But Sexxx 1 (2011)
- Mirage (2013)
- Electric Cock Milking (2014)
- I Wanna Play With Myself 6 (2014)
- Shane Diesel Has A Big Dick 2 (2014)
- She Loves Cock 2 (2014)